# 绝代双骄 (2020年电视剧)
《绝代双骄》（英語：Handsome Siblings），2020年中国大陸的武侠剧，根据著名武侠小说家古龙的同名原著改编而成，主演是胡一天、陈哲远、梁洁、梁婧娴。於2020年1月16日在央視八套首播。

## 播出时间
| 频道         | 所在地   | 播出日期      | 备注                                 |
| ------------ | -------- | ------------- | ------------------------------------ |
| 央視八套     | 中国大陆 | 2020年1月16日 |                                      |
| 愛奇藝       | 中国大陆 | 2020年1月16日 | VIP会员每周一至周五19:30更新2集      |
| 愛奇藝台灣站 | 臺灣     | 2020年1月16日 | VIP会员每周一至周五19:30更新2集      |
| Netflix      | 海外     | 2020年1月16日 | 10集                                 |
| 愛爾達綜合台 | 臺灣     | 2021年1月1日  | 星期一至五 19:00 - 21:00（兩集連播） |

## 剧情
自稱「天下第一惡」的江小魚自小生活在惡人谷，在惡人谷五惡李大嘴、哈哈兒和屠嬌嬌等人的撫養下，終日好整蠱惡搞，油嘴滑舌，卻心地善良、純真可愛。小魚兒行走江湖，與英氣逼人的花無缺不打不相識。隨著接觸深入，小魚兒和花無缺變成一對亦敵亦友的朋友。原來花無缺從小被移花宮主邀月收養，授其武功，宮主為了報復花無缺和小魚兒的生父江楓，故意將二人分開撫養，待二人長大相互殘殺。與此同時，江別鶴、江玉郎兩父子正謀划著一場更大的武林陰謀，螳螂捕蟬，黃雀在後，一場事關武林生死存亡的腥風血雨旋即展開。小魚兒與花無缺終於識破了宮主的陰謀和詭計，攜手平息了江湖的恩怨與挑戰。

## 演员

### 主要角色
| 演员                | 角色           | 介紹 | 配音   |
| 胡一天 幼年：魏之皓 | 花無缺         | 移花宮少主。花无缺是移花宫少主，一手移花接玉威震武林。他从小被收养在移花宫内，直到宫主邀月派他出宫亲手杀死江小鱼，才行走江湖。花无缺遇到铁心兰并爱上了她，但她最先爱的却是江小鱼，两人经历了无数磨难后终成眷属。花鱼二人在交手中，相知相惜，约定三个月后决战。最后，花无缺才知江小鱼是他的亲兄弟，并联手平息江湖恩怨。   | 文森   |
| 陳哲遠 幼年：裴文博 | 小魚兒／江小魚 | 十大惡人徒弟。小鱼儿虽在恶人谷长大，但他并没有成为恶人，而是变成了一个古灵精怪，并在任何情况下都绝不服输的少年，以游戏人间为乐。小鱼儿自诩为天下第一聪明人，身边所有人都被他戏耍。面对以杀他为己任的花无缺，小鱼儿磨炼自己，与他约定三个月后决一死战。最后，识破移花宫阴谋得知花无缺与他是同胞兄弟，并联手平息江湖恩怨。 | 蘇尚卿 |
| 梁潔                | 蘇櫻           | 魏無牙之養女。苏樱性格多面，她本身应该是一个活泼开朗，聪明伶俐的女孩，但在魏无牙严苛教育下使她形成了截然相反的两种性格。人前她是一个女版的花无缺，孤傲清冷，人后她又是个女版小鱼儿，鬼马精灵，智谋百出，她深深喜欢着小鱼儿，天下间也只有小鱼儿才能让她心甘情愿地吃亏。                                                   | 徐佳琦 |
| 梁婧嫻 幼年：呂晨悅 | 鐵心蘭         | 狂獅鐵戰之女。铁心兰是个明艳动人，侠骨柔肠的女子，因缘际会下与双骄多番出身入死，用她弱小的身躯挡在双骄面前陪他们度过每一个难关，也因此得到了他们回报而来的爱情。在面对感情迷局时，她总是慎重犹豫，最终拆开心里的枷锁，主动表白与花无缺终成眷属。                                                                         | 喬詩語 |

### 移花宮
| 演员                | 角色          | 介绍 | 配音   |
| 毛林林              | 邀月 ／銅先生 | 邀月是绣玉谷移花宫的大宫主，与生俱来便带着一种慑人的魔力，她永远高高在上，令人不可仰视。钟情于江枫，而江枫却与婢女花月奴私奔并生下双胞胎。邀月因爱生恨，听怜星的建议带走了花无缺抚养，并传授武功，让其亲手杀了兄弟小鱼儿。 | 季冠霖 |
| 孟麗                | 憐星 /木夫人  | 怜星是移花宫二宫主，亦是绝代风华的美人。看起来虽与邀月同样冷漠，实则暗藏温情。因为姐姐，所以怜星把对江枫的感情埋藏在心底。江枫与花月奴死后，怜星阻止邀月杀死江枫的双胞胎儿子，只得建议带走一个，日后让兄弟二人自相残杀。虽是缓兵之计，但邀月始终放不下仇恨。                                                                           | 李詩萌 |
| 胡一天 幼年：魏之皓 | 花無缺/江枫   | 江枫:花无缺和江小鱼的父亲。 花无缺是移花宫少主，一手移花接玉威震武林。他从小被收养在移花宫内，直到宫主邀月派他出宫亲手杀死江小鱼，才行走江湖。花无缺遇到铁心兰并爱上了她，但她最先爱的却是江小鱼，两人经历了无数磨难后终成眷属。花鱼二人在交手中，相知相惜，约定三个月后决战。最后，花无缺才知江小鱼是他的亲兄弟，并联手平息江湖恩怨。 | 文森   |
| 趙櫻子              | 花月奴        | 花无缺和江小鱼的母亲。 | 楊婧   |
| 姜嫄                | 鐵萍姑        | 十大惡人李大嘴的女兒。 |        |
| 侯曉童              | 荷霜          | | 魏茹晨 |
| 丁可兒              | 荷露          | | 周一菡 |

### 惡人谷
| 演员                | 角色           | 介绍 | 配音   |
| 陳哲遠 幼年：裴文博 | 小魚兒／江小魚 | 小鱼儿虽在恶人谷长大，但他并没有成为恶人，而是变成了一个古灵精怪，并在任何情况下都绝不服输的少年，以游戏人间为乐。小鱼儿自诩为天下第一聪明人，身边所有人都被他戏耍。面对以杀他为己任的花无缺，小鱼儿磨炼自己，与他约定三个月后决一死战。最后，识破移花宫阴谋得知花无缺与他是同胞兄弟，并联手平息江湖恩怨。 | 蘇尚卿 |
| 鄭斌輝              | 燕南天         | 燕南天是武林神话，天下第一神剑，上无愧于天，下无愧于人。燕南天得知兄弟江枫死于移花宫手上，江琴也是凶手之一。他抱走了小鱼儿，被江琴误导硬闯恶人谷。在恶人谷中他韬光养晦多年。后期嫁衣神功大成，实力与邀月在伯仲之间。                                                                                       | 范哲琛 |
| 侯長榮              | 萬春流         | 恶人谷万神医 。 | 曲敬國 |
| 孫蛟龍              | 杜殺           | 十大恶人之一 。 | 劉琮   |
| 徐潔兒              | 屠嬌嬌         | 十大恶人之一。 | 張艾   |
| 劉蔚森              | 哈哈兒         | 十大恶人之一 。 | 張磊   |
| 李健仁              | 李大嘴         | 十大恶人之一，鐵無雙女婿，鐵萍姑的父親。 | 趙銘洲 |
| 松原                | 陰九幽         | 十大恶人之一。 | 凌振赫 |
| 李耀敬              | 鐵戰           | 十大恶人之一。铁心兰的父亲 。 |        |
| 晉松                | 軒轅三光       | 十大恶人之一。又稱惡賭鬼。 |        |
| 張璇                | 蕭咪咪         | 十大恶人之一。 |        |
| 劉威                | 白開心         | 十大恶人之一。 |        |
| 閆巍                | 歐陽丁／羅九   | 十大恶人之一。 |        |
| 顏茗                | 歐陽當／羅三   | 十大恶人之一。 |        |

### 慕容家
| 演员   | 角色     | | 配音   |
| 羅漩   | 慕容雙   | 慕容九秀中排行第二 |        |
| 賴藝   | 南宮柳   | |        |
| 周紫馨 | 慕容姍姍 | 慕容九秀中排行第三 |        |
| 韓朔   | 秦劍     | 兩廣武林盟主 |        |
| 邵芸   | 慕容九   | 慕容九是慕容世家的九姑娘，长相清丽脱俗，人称慕容九妹，是个才色兼备的女子，因修炼化石神功而变得清心寡欲、铁石心肠。因小鱼儿得罪她，她想将小鱼儿关在密室到死。结果小鱼儿仍是活着，生生将她吓至失忆。无意中遇到黑蜘蛛，受其照顾未被欺负渐生情愫。最终冲破门第之见，与他于龟山成亲。 | 楊婧   |
| 宋文作 | 黑蜘蛛   | 黑蜘蛛身材瘦小，喜穿黑色紧身衣，脸上蒙着漆黑的面具。轻功独树一格，为年轻一辈轻功第一人，性情刚烈。黑蜘蛛因被人追杀而受伤，得失忆的慕容九照料，因此对慕容九情有独钟。 |        |
| 王禛   | 張菁     | 张菁外号小仙女，来去一阵风，红衣红马如一团火，她性子火辣，武艺高强，一言不合就要大打出手，仅仅出道一年就在江湖中罕逢敌手，一条无影鞭更是抽得江湖宵小闻风丧胆，她性格骄傲，嫉恶如仇，最终与默默跟她身边性格腼腆的顾人玉终成眷属。                                                 | 閻萌萌 |
| 周斌   | 顧人玉   | 顾人玉外柔内刚，面色白净如女子，轮廓秀气且英俊，容颜突出极其好看。习练名重武林的六阳神功，在江湖上甚有威名的“玉面神拳”。顾人玉原是奉父母之命追随慕容九，后与小仙女相爱。 |        |

### 江家
| 演员                | 角色          | | 配音   |
| 羅嘉良 幼年：龔俊澤 | 江別鶴 / 江琴 | 江别鹤原名秦别鹤又名江琴，是江枫的书童。虽然江枫待他与亲兄弟无异，但江琴还是因荣华富贵而出卖江枫，欲求出人头地而致其死亡。与第一黑道十二星相暗中勾结，多年后摇身一变成为假仁假义的“江南大侠”江别鹤，害人无数，然而他的真面目被江小鱼揭发。最终被燕南天打败，但江小鱼不杀他，反而饶他一命，委托顾人玉送入其府中做园丁。 |        |
| 周駿超              | 江玉郎        | 名字取自父亲江别鹤当年出卖的主人“玉郎”江枫。与父亲相同的是，他善隐忍和不择手段，甚至在这两点上还要强于他的父亲。相貌清秀俊朗，看似无害，实际城府极深，八面玲珑，狡猾老练，是个少年老成的厉害角色。武功智谋逊于小鱼儿、花无缺，却并不影响他在江湖中如鱼得水。最终死在被他欺骗感情的铁萍姑的手上。                       | 胡良偉 |
| 胡一天 幼年：劉世傑 | 江楓          | 花无缺和江小鱼的父亲。 |        |

### 十二星相
| 演员            | 角色            | 配音 |
| 李明 少年：馬馳 | 魏無牙 （鼠）   |      |
| 寇占文          | 黃牛 （牛）     |      |
| 尹君正          | 白山君 （虎）   |      |
| 海洋            | 胡藥師 （兔）   |      |
| 高玉慶          | 碧蛇神君 （蛇） |      |
| 郑清文          | 馬踏雪 （馬）   |      |
| 黃飛            | 白羊 （羊）     |      |
| 王星壹          | 金猿星 （猴）   |      |
| 周紀偉          | 司晨客 （雞）   |      |
| 趙秋生          | 黑犬星 （狗）   |      |
| 林以政          | 黑面君 （豬）   |      |

### 無牙門
| 演员            | 角色   | 配音 |
| 李明 少年：馬馳 | 魏無牙 |      |
| 婁宇健          | 魏麻衣 |      |
| 倪菘陽          | 魏白衣 |      |
| 董仲濤          | 魏青衣 |      |
| 黃義飛          | 魏黃衣 |      |

### 天虹門
| 演员   | 角色   | 配音   |
| 陳繼銘 | 風千里 | 張遙函 |
| 王南茜 | 風白羽 |        |

### 泉山派
| 演员 | 角色            | 配音 |
| 郭軍 | 秦天海          |      |
| 張澤 | 秦子陵 / 陶三旺 |      |

### 段家
| 演员     | 角色   | 配音 |
| 程六一   | 段合肥 |      |
| 李桃夭夭 | 段三   |      |

### 其他角色
| 演员   | 角色              | 配音   |
| 鄭斌輝 | 路仲远 / 南天大俠 | 范哲琛 |
| 張雪菡 | 桃花              |        |
| 陳之輝 | 鐵無雙            | 齊克建 |
| 劉江   | 趙香靈            |        |
| 公方敏 | 海四爺            |        |
| 汲源   | 海紅珠            |        |
| 楊子驊 | 神錫道長          |        |
| 鄭文森 | 灰蝙蝠            |        |
| 徐愛珉 | 貓頭鷹            |        |
| 寒梅   | 柳玉如            |        |
| 王軍   | 馮天雨            |        |
| 李大光 | 趙全海            |        |
| 魏至強 | 王一抓            |        |
| 王偉   | 黃雞大師          |        |
| 于慧濤 | 嘯雲居士          |        |
| 鑼灝   | 孫天南            |        |
| 蔡國隆 | 邱清波            |        |
| 隋明暘 | 沈輕虹            | 吳凌雲 |
| 李海星 | 李迪              |        |
| 鄒博偉 | 李明生            |        |
| 張一鐸 | 白凌霄            |        |
| 岳俊嶺 | 史老頭            |        |
| 梁寶羚 | 史雲姑            |        |
| 朱鵬程 | 啞僕              |        |
| 吳映   | 李寡婦            |        |
| 賴曉生 | 毛老大            |        |
| 張鵬   | 毛老二            |        |
| 穆乃   | 毛老三            |        |

## 歌曲
| 歌名         | 作词   | 作曲   | 演唱   | 备注                   |
| 《雙驕》     | 宋寶宇 | 陳少卿 | 金志文 | 片頭曲                 |
| 《拆心》     | 宋寶宇 | 宋寶宇 | 刘惜君 | 片尾曲（鐵心蘭主題曲） |
| 《嬉鬧江湖》 | 宋寶宇 | 陳少卿 | 刘美麟 | 插曲（小魚兒主題曲）   |
| 《紅塵不悔》 | 七手   | 林德龍 | 陸虎   | 插曲（花無缺主題曲）   |